# トルデルニーク
トルデルニーク（チェコ語: trdelník（[ˈtr̩dɛlɲiːk]。まれに「トルドロ」trdloあるいは「トロズコル」trozkolともされる）は串焼きケーキ菓子の一種である。生地を丸めて棒の周りにくるみ、次いで直火で焼き上げ、砂糖やクルミの混ぜものを飾りつけて作られる。

## 起源

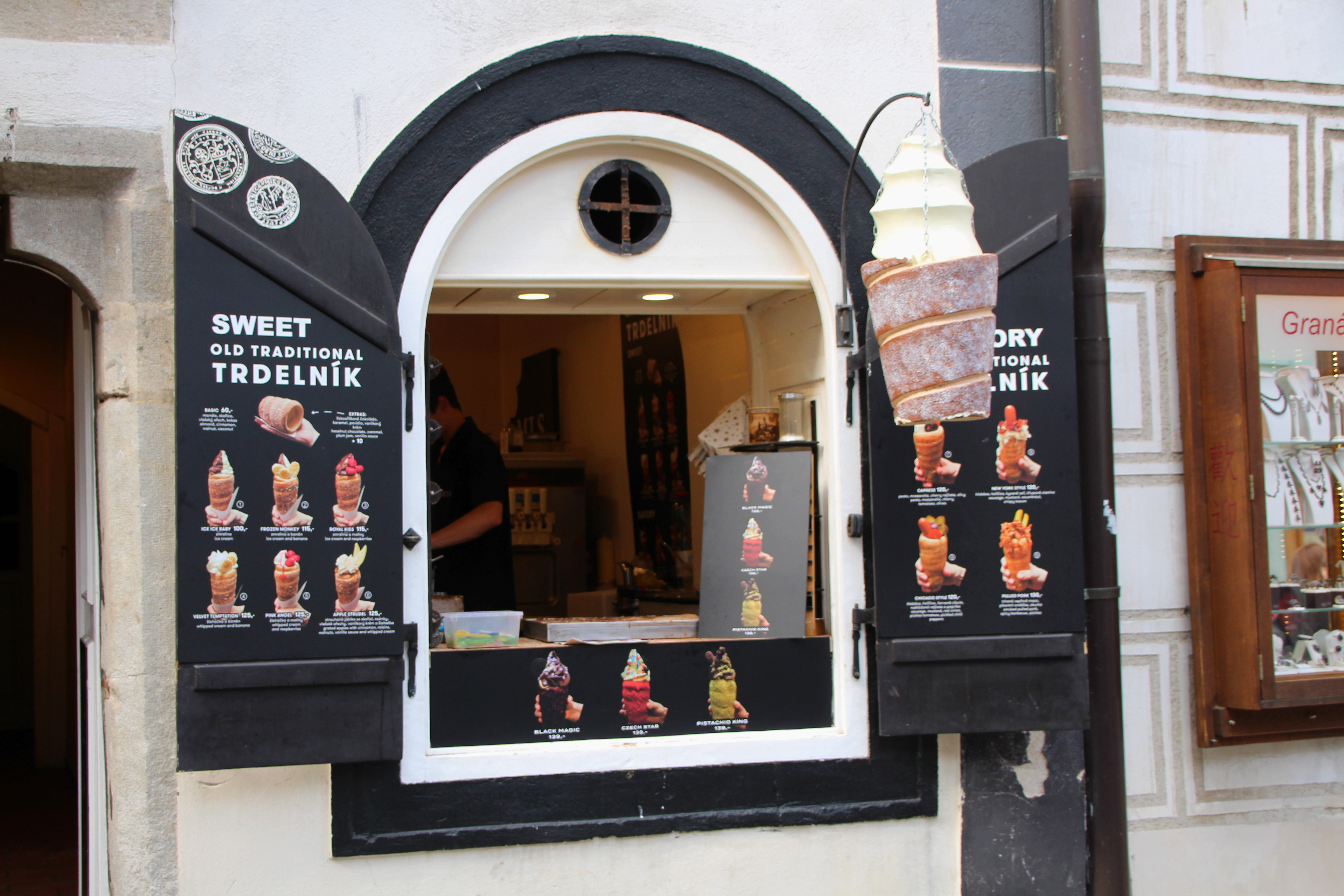
詰め物をしたトルデルニークを販売する、チェスキー・クルムロフ（チェコ）の店。（2019年）

トルデルニークにはいくつかの起源がある。19世紀半ばにはスロバキアの料理として、また20世紀にはモラヴィアの料理として知られていた。類似のペイストリー類はまた、トランシルヴァニア（現在のルーマニア）のハンガリー語圏でも人気であり、キュルテーシュカラーチと呼ばれている。「トルデルニーク」という単語はチェコ・スロバキアに起源を有する。語源となる「トルドロ」は調理の際にケーキの材料を巻きつける木製器具の名称で（これにより伝統的な中空形状となる）、英語における「Simpleton」（「とんま」）の意味もある（「trdlo（チェコ語）」を参照）。
21世紀にはチェコ、ハンガリー、スロバキアにおいて観光客の間で人気となった。今日ではトルデルニークは主にチェコにおける多くの地域で、甘味のあるペイストリーとして観光客の間で非常に人気である。アイスクリームを詰めたトルデルニークの変種がプラハの喫茶店群によって一般的となった。
スロバキア・スカリツァの変種（「スカリツキ・トルデルニーク」）は2007年12月、ヨーロッパ連合（EU）で地理的表示保護（PGI: Protected Geographical Indication）として登録された。物品の詳細な説明を伴う登録申請は、2007年4月にEU官報で公表された。2015年にはハンガリーの伝統料理となっている。

## プラハの観光業
トルデルニークが通常、「伝統的なチェコのケーキ」あるいは「古くからのボヘミアのペイストリー」と紹介され、「チェコのトルデルニーク」（český trdelník）への言及が20世紀の文献に見出される一方で、トルデルニークは文献において概してボヘミアではなくスロバキアやモラヴィアの料理として言及されており、プラハにおけるデザートの広範な普及はより近時に始まったと認められている。チェコのカメラマン・報道人であるヤネク・ルベシュは、トルデルニークは観光客のためにのみ作られるもので、ハンバーガーですらチェコにおいては伝統で上回ると論じる。

## スカリツキ・トルデルニーク
トルデルニークの製造は、モラヴィア・スロバキア地方の街ホドニーンとの国境近くに存在する、スロバキアのスカリツァ市の長きに渡る伝統である。大元の調理法は18世紀の末に、ハンガリーの退役将官でありスカリツァ住民であったグヴァダニ・ヨーゼフの料理人の備えるところであった。次いで元来の調理法がスカリツァ住民によって改良され、現在スカリツキ・トゥルデルニークとして知られる最終形に至った。
元来の直火を用いたトルデルニーク製造の伝統を保つ目的で、スカリツキ・トルデルニーク協会が2004年に設立された。

## 類似の食品
- ハンガリー――キュルテーシュカラーチ[10]。

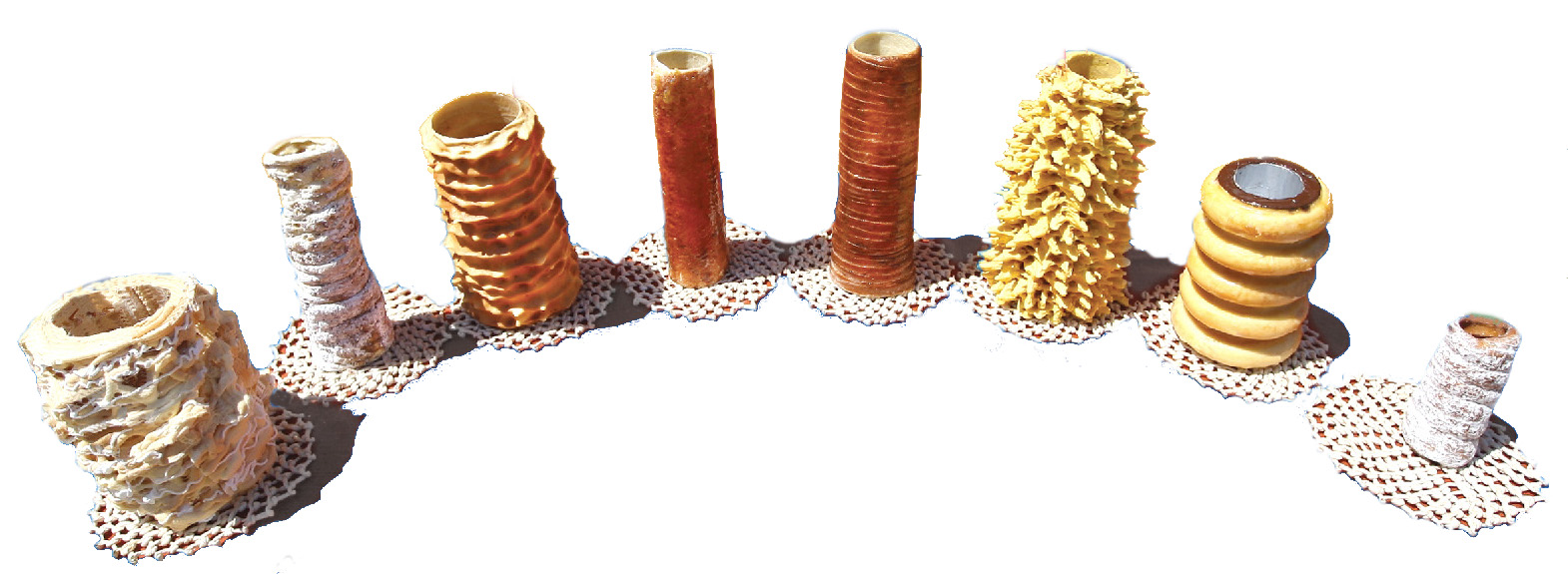
各地の串焼きの菓子類。左よりスペッテカーカ、トルデルニーク、プリューゲルクラプフェン、バウムストリーツェル、キュルテーシュカラーチ、ラグオリス、バウムクーヘン、キュルテーシュファーンク。

- ポーランド――センカチュ。同様なケーキで、通常は直火にかざした串の上で調理される。
- ルーマニア――コラク・セクイェスク。やはり串の上で調理される、似通ったケーキである。
- リトアニア――シャコティス、あるいはラグオリス（リトアニアの西部では「バンクチナス」ともされる）。バウムクーヘン同様、棒に生地を足しながら焼き上げられるが、外見と食べ方が異なる。
- オーストリア――プリューゲルクラプフェン。
- ドイツ――バウムストリーツェル。
- ルクセンブルク――バウムクーフ。主に婚礼のような特別の機会に提供される伝統料理となっている。
- スウェーデン――スペッテカーカ（スウェーデン語版）[11]。
- トルコ――マカラ[12]。
- イスラエル――キョルタッシュ[13]。
- 南アフリカ共和国――ストークブラッド（英語版）[14]。

## 出典

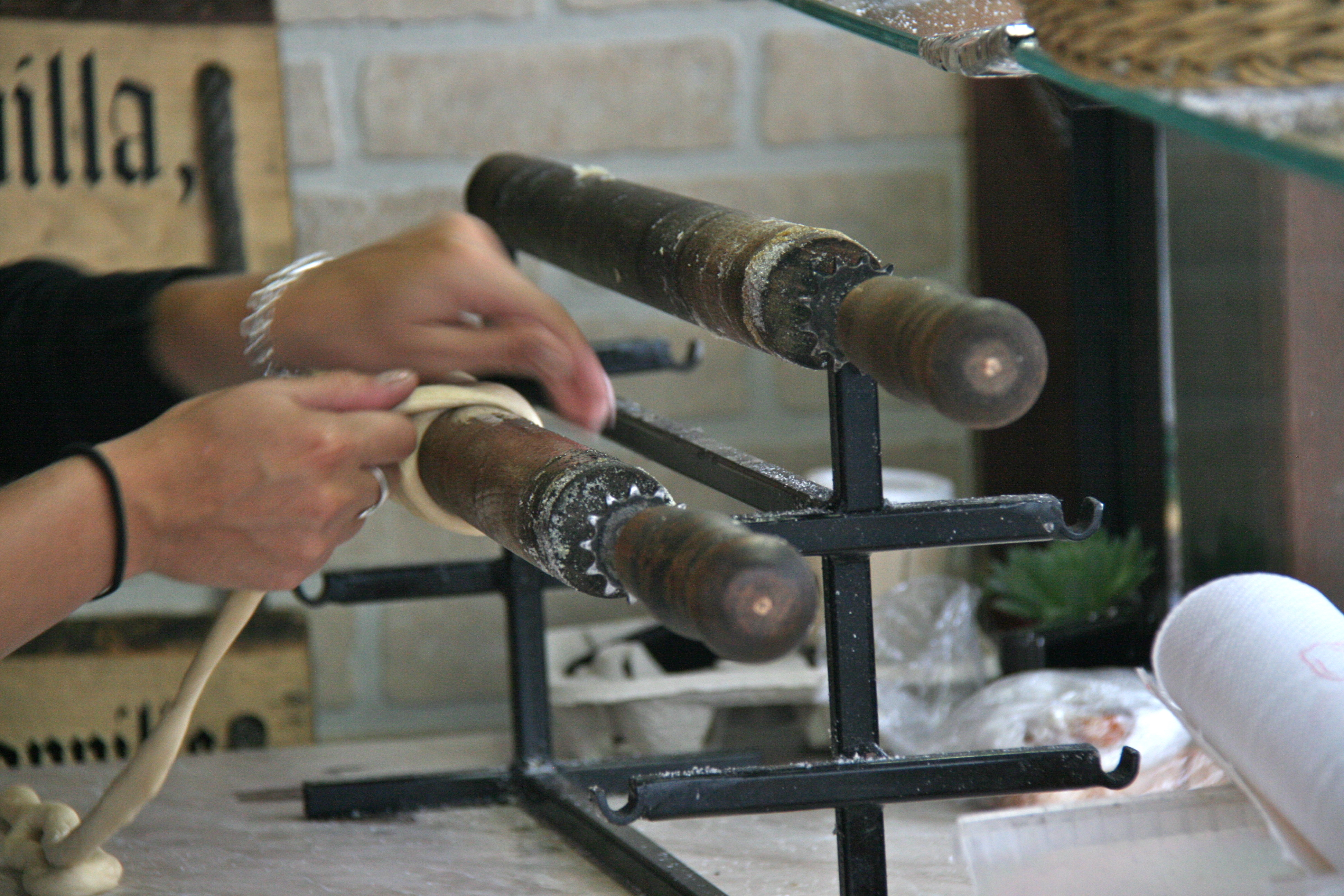
トルデルニークの生地を串に巻き付けている。（2010年）